# Maria Agata Iliescu
Maria Agata Iliescu (n. 8 februarie 1940, Făgăraș, jud. Brașov) este un fost deputat român în legislatura 1990-1992 și 1992-1996, ales în municipiul București pe listele partidului PDSR. Maria Agata Iliescu este actriță de profesie. Maria Agata Iliescu a fost validată ca deputat pe data de 31 iulie 1990, dată la care l-a înlocuit pe fostul deputat Petre Roman. În legislatura 1990-1992, Maria Agata Iliescu a fost membră FSN iar în legislatura 1992-1996 a fost aleasă pe listele PDSR.  
Maria Agata Iliescu a absolvit Institutul de Artă Teatrală și Cinematografică, secția Actorie. 